# Малинин, Василий Николаевич
Васи́лий Никола́евич Мали́нин (1849—1927) — российский литературовед и педагог, профессор русского и церковно-славянского языков и истории русской литературы.

## Биография
Василий Николаевич Малинин родился в 1849 году. Окончил Киевскую духовную академию.
Магистр богословия (диссертация «Исследование Златоструя по рукописи XII века Императорской публичной библиотеки», 1878).
Доктор русской словесности (диссертация «Старец Елеазарова монастыря Филофей и его послания», 1901).
Преподавал в Киевской духовной академии, Киевском университете и на Высших женских курсах.
С 1911 по 1915 год жил в Киеве по адресу ул. Тургеневская, 22 в своём особняке.

## Творчество
Опубликовал в Киеве ряд критических брошюр о русской литературе XIX века, в том числе:
- «Характеристика поэзии Жуковского» (1883),
- «Поэзия Пушкина» (Киев, 1887),
- «С. Я. Надсон, как поэт» (1892),
- «Д. И. Фонвизин, как автор комедий» (1892),
- «Н. В. Гоголь, как этический писатель» (1902);
- «Ф. М. Достоевский, особенности и развитие его дарования и творчества» (1906);
- «Задачи художественного творчества Н. В. Гоголя» (Киев, 1911).

В «Трудах Киевской духовной академии» напечатал исследования:
- «Исследование Златоструя по рукописи XII в. Имп. публ. библиотеке» (1878);
- «Житие и хожение Даниила руськыя земли игумена» (1884, № 1);
- «Владимир святой, как просветитель России» (1886, № 12);
- «Старец Елеазарова монастыря Филофей и его послание к царю и великому князю Ивану Васильевичу» (1888, № 5);
- «Критический разбор сочинения Скабичевского: История новейшей русской литературы» (1892).

Среди других работ Малинина:
- Грамматика Иоанна, экзарха болгарского" («Сборник статей по славяноведению учеников В. И. Ламанского», Санкт-Петербург, 1883);
- «Общая характеристика развития русской словесности и отношение словесности устной к письменной» (Киев, 1885),
- «Кирилл и Мефодий, апостолы славян» (Киев, 1885), («Воззрения русского народа на личность царя в былевой поэзии» (Киев, 1890)),
- «Прогрессивная эволюция сознательного начала природы как основа мировоззрения» (Нижний Новгород, 1902).

### Книги
- Малинин В. Н. Десять слов Златоструя XII века / труд В. Н. Малинина. — СПб. : Отд-ние рус. яз. и словес. Имп. АН, 1910. — 124 с.
- Малинин В. Н. Прогрессивная эволюция сознательного начала природы как основа мировоззрения / Соч. В. Малинина. — Нижний Новгород : тип. Губ. правления, 1902. — 219 с., 1 л. табл.
- Малинин В. Н. Старец Елеазарова монастыря Филофей и его Послания : Историко-литературное исследование / [Соч.] В. Малинина. — Киев : тип. Киево-Печерской Успенской лавры, 1901. — VIII, 768, 105, — 144 с.